# Скуола Гранде-ди-Сан-Марко
Скуола Гранде-ди-Сан-Марко (итал. Scuola Grande di San Marco — Большая скуола Святого Марка) — выдающийся памятник архитектуры итальянского Возрождения в Венеции, в сестиере (районе) Кастелло, в котором некогда располагалась одна из шести больших венецианских скуол (благотворительных организаций мирян при монашеских братствах). Расположено на площади Санти-Джованни-э-Паоло, одной из самых больших площадей в Венеции, по соседству с одноимённой базиликой. В наше время это здание является частью Приюта и больницы Святых Иоанна и Павла (Ospedale Civile SS Giovanni e Paolo di Venezia).

## История
Скуола была резиденцией мирского братства прихода Святого Марка, основанного еще в 1260 году. Вначале братство располагалось в церкви Санта-Кроче (Святого Креста), на месте которой теперь находятся Сады Пападополи (Giardini Papadopoli). Около 1437 года братство переехало на новое место, которое предоставили доминиканцы близлежащей базилики Санти-Джованни-э-Паоло. В здании скуолы размещались больница, приют и учебные помещения. Однако 30 марта 1485 года здание было уничтожено пожаром, и в течение следующих двадцати лет (1488—1490) отстроено под руководством архитектора Пьетро Ломбардо за счёт сбережений, собранных членами братства. Фасад был завершён Мауро Кодуччи в 1495 году. Он же построил внутреннюю лестницу.
Членами скуолы Сан-Марко были многие выдающиеся люди, среди них: Иосафат Барбаро, Амброджо Контарини и Алоизий Када-Мосто.
Наполеон Бонапарт распустил все венецианские братства и монастыри кроме Скуолы Гранде-ди-Сан-Рокко. Однако в 1808 году здание скуолы Сан-Марко было переоборудовано под австрийский военный госпиталь, с 1819 года в нём размещался гражданский госпиталь. При перестройке были уничтожены оригинальные внутренние лестницы.
Во время Первой мировой войны зал Святого Марка скуолы был разрушен. Фасад был отреставрирован в период 2000—2004 годов.

## Архитектура
Фасад здания с облицовкой из белого и полихромного мрамора совершенно оригинален. Он асимметричен и разделён на две части, каждая со своим входным порталом. Фасад венчается также необычными полуциркульными (лучковыми) фронтонами, украшен скульптурой и орнаментами с типично венецианской фантазией. Главный портал выделен колоннами на высоких постаментах по римскому обычаю; наличники окон украшены орнаментом. Центральный аттик несёт горельефное изображение льва Святого Марка (эмблемы евангелиста), «почитаемого собратьями» (итал. venerato dai confratelli), эту работу приписывают Бартоломео Бону. Увенчание люнетов статуями со статуей Милосердия наверху — работа Мауро Кодуччи.
Однако самое замечательное — перспективные рельефы-обманки нижнего яруса фасада с мраморной инкрустацией: попарные изображения архитектурных порталов, будто уходящих в глубину, а на самом деле неглубокого рельефа, с изображениями «марчианских львов» (Leoni marciani) и истории Святого Марка (storie di San Marco). Эта работа приписывается мастерской Пьетро Ломбардо. Асимметрия фасада отражена во внутренней планировке: правая часть здания (с собственным входом) была отведена под приют (Albergo), в левой размещалась капелла.

## Интерьер
Цокольный этаж состоит из большого, ничем не украшенного вестибюля, из которого наверх ведёт большая двойная лестница. Это реконструкция XIX века. Оригинал, спроектированный Кодуччи, был разрушен, когда здание переоборудовали в госпиталь. На верхнем этаже, где в наше время находится медицинская библиотека, расположены большой зал и так называемый Зал альберго (Sala del albergo — Зал приюта) с великолепными деревянными позолоченными кессонными потолками XVI века. Другие потолки были богато расписаны, но, в отличие от росписей плафона Скуолы Гранде ди Сан-Рокко, которая не была закрыта при Наполеоне, росписи Скуолы Сан-Марко были утрачены, когда братство было распущено. Алтарь Зала альберго выполнен в стиле Якопо Сансовино. В Приёмном зале мастера Пьетро и Бьяджо Фаэнца украсили потолок лазурью и золотом.
Некоторые картины Якопо Пальмы (старого), Якопо Пальмы (молодого), Доменико Тинторетто, Витторе Беллиниано и Падованино были возвращены в здание, другие, например картины из «Истории Святого Марка» Джентиле и Джованни Беллини и Якопо Тинторетто, сейчас находятся в Галерее Академии в Венеции и в Пинакотеке Брера в Милане.

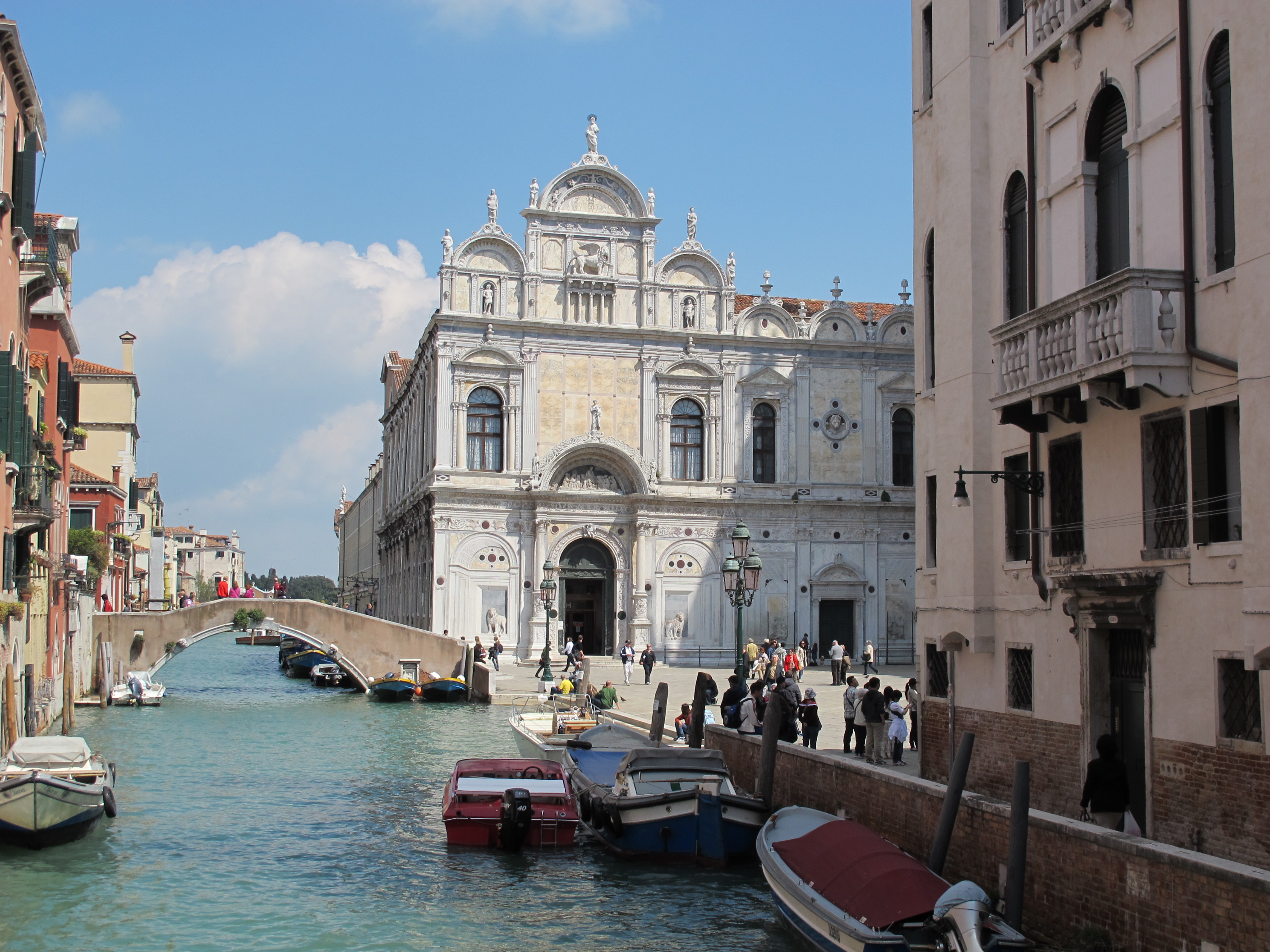
Вид на Скуолу Сан-Марко с канала
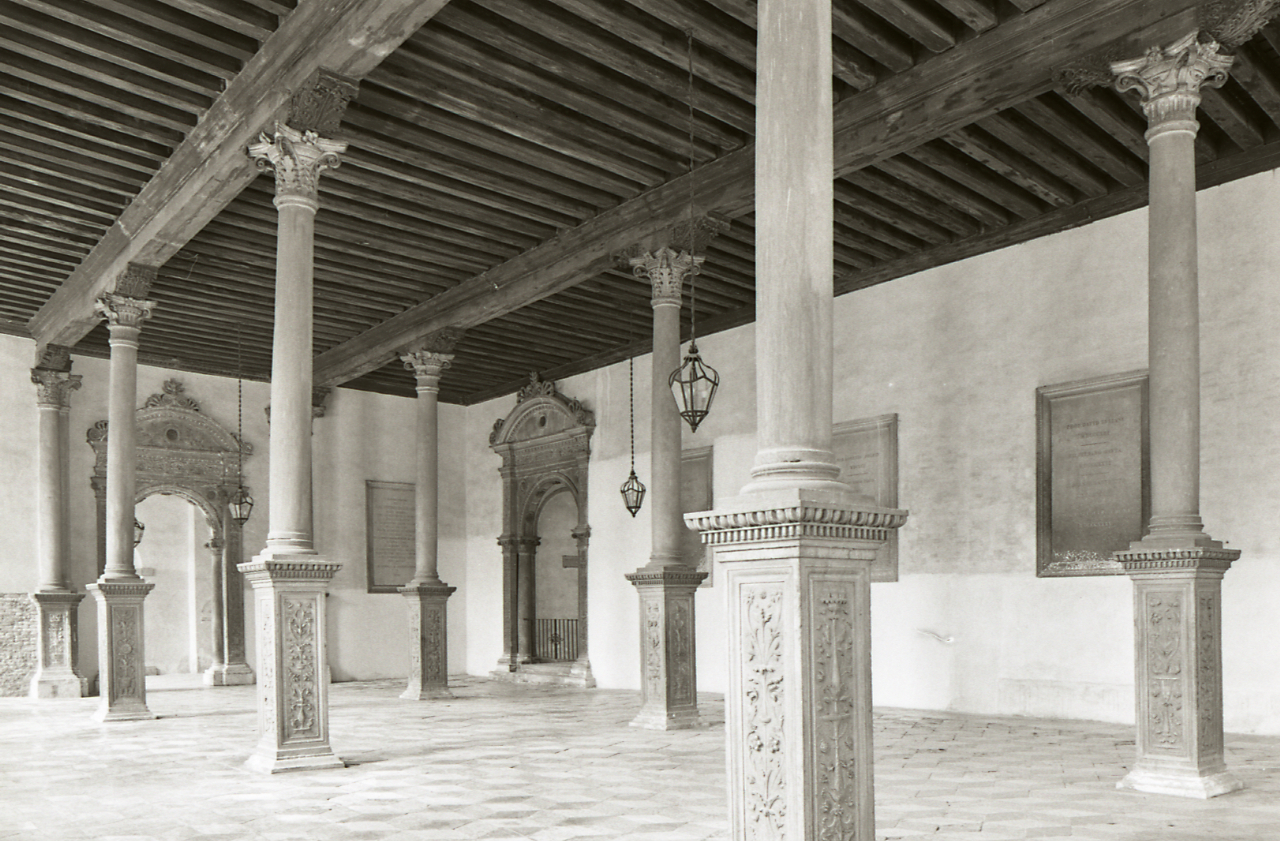
Зал первого этажа. Фотография П. Монти. 1977
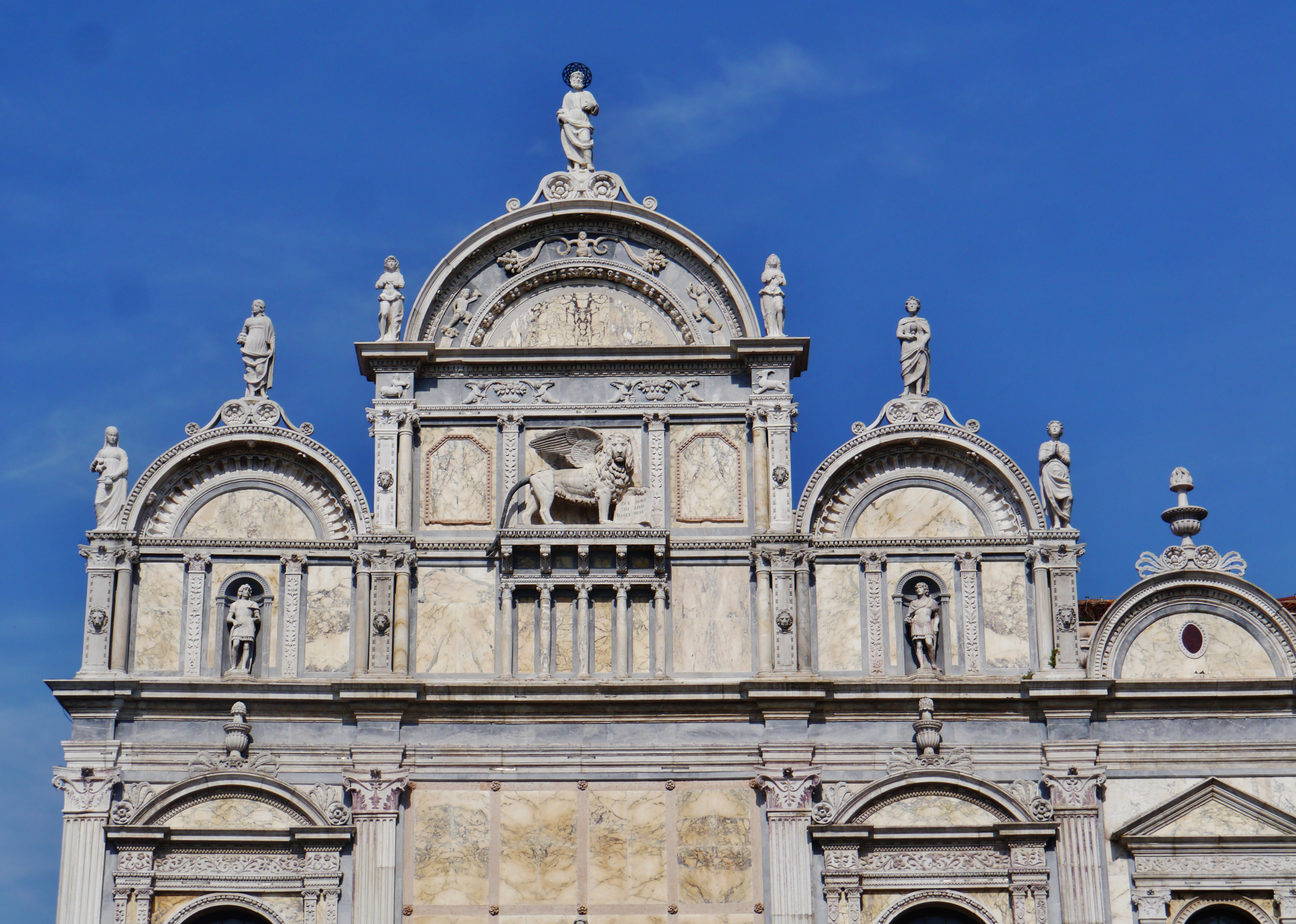
Верхняя часть фасада
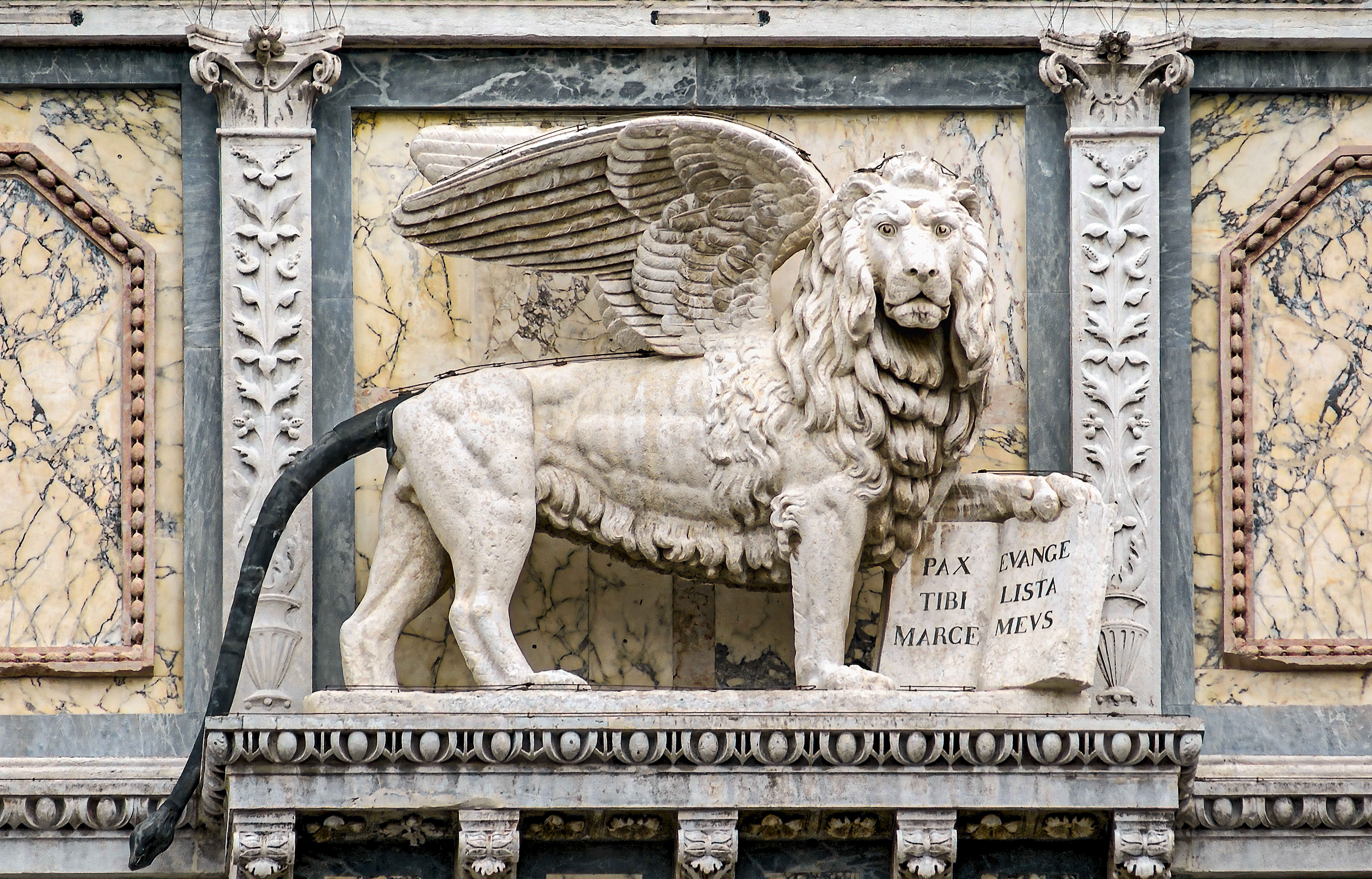
Лев Святого Марка
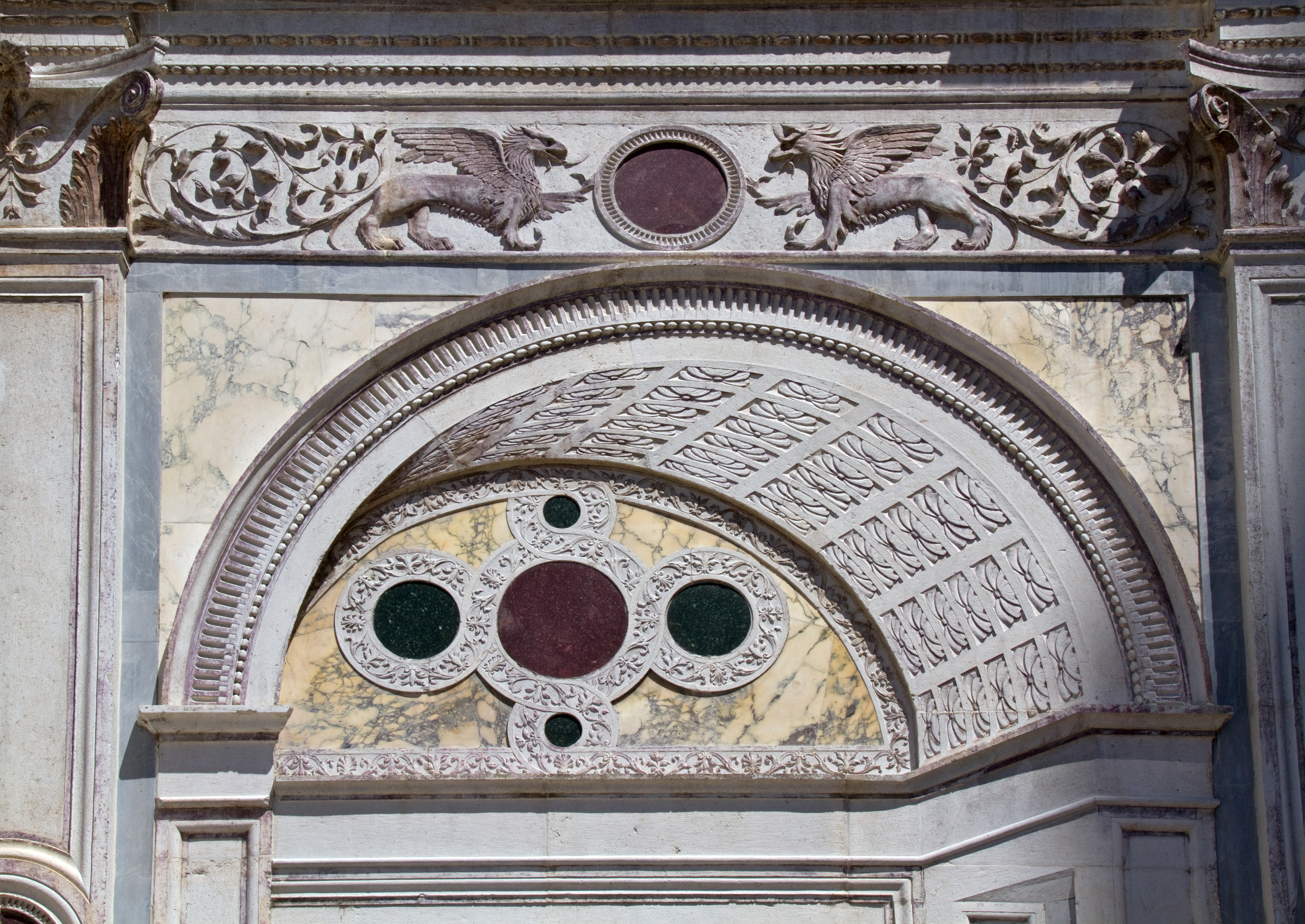
Люнет фасада
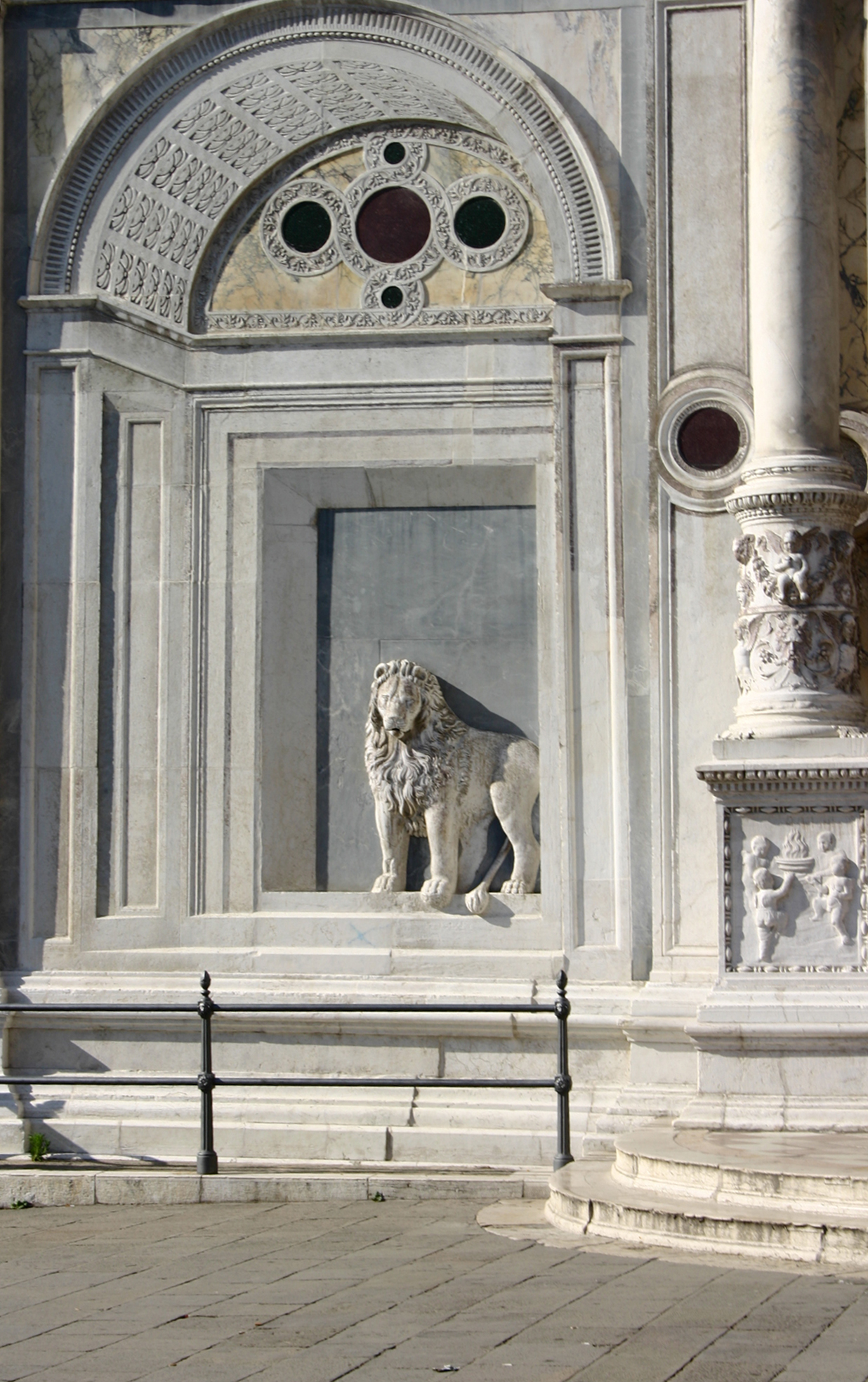
«Марчианский лев»
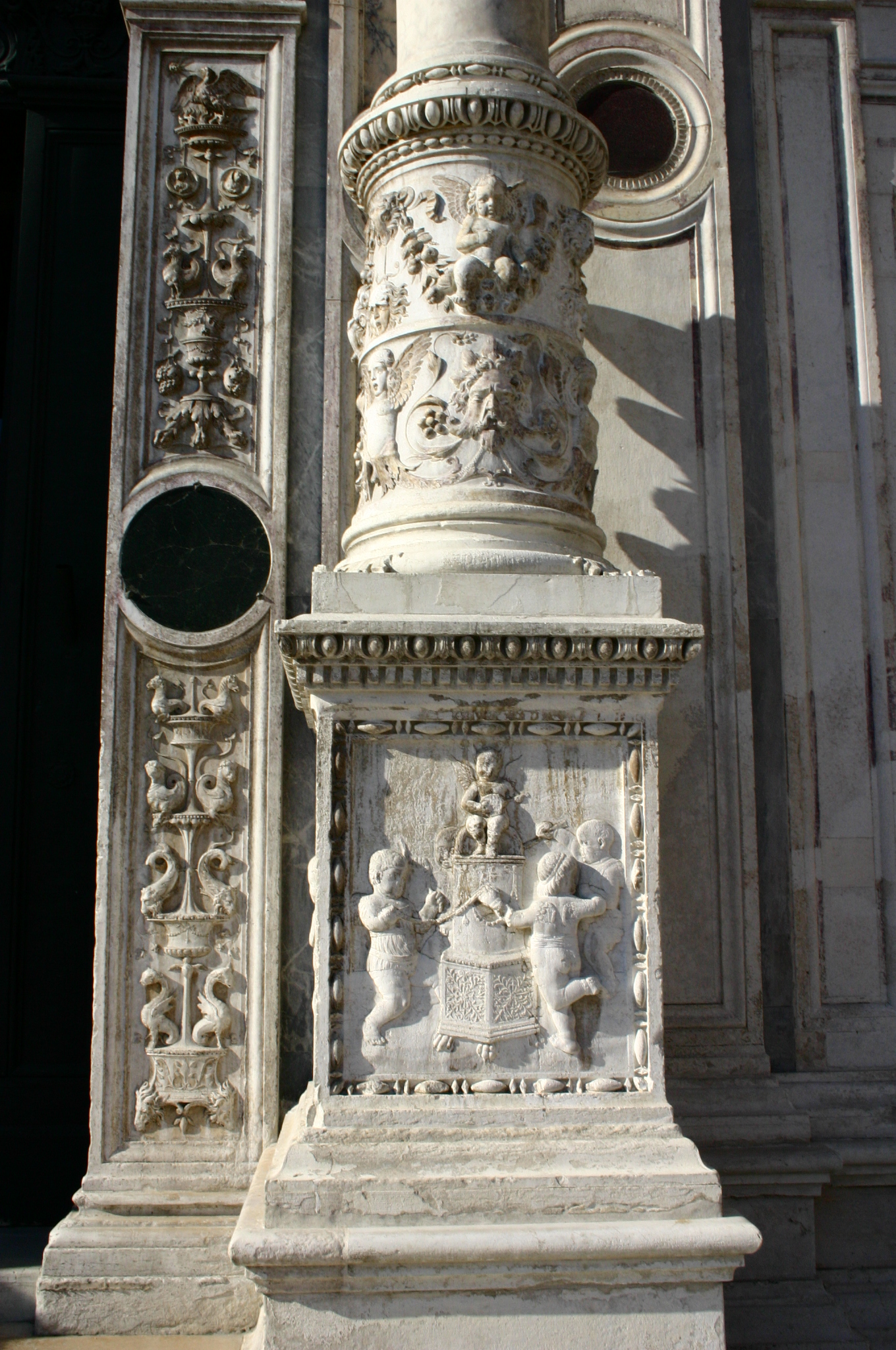
Постамент колонны

## Картины, ранее находившиеся в Скуоле Гранде ди Сан-Марко

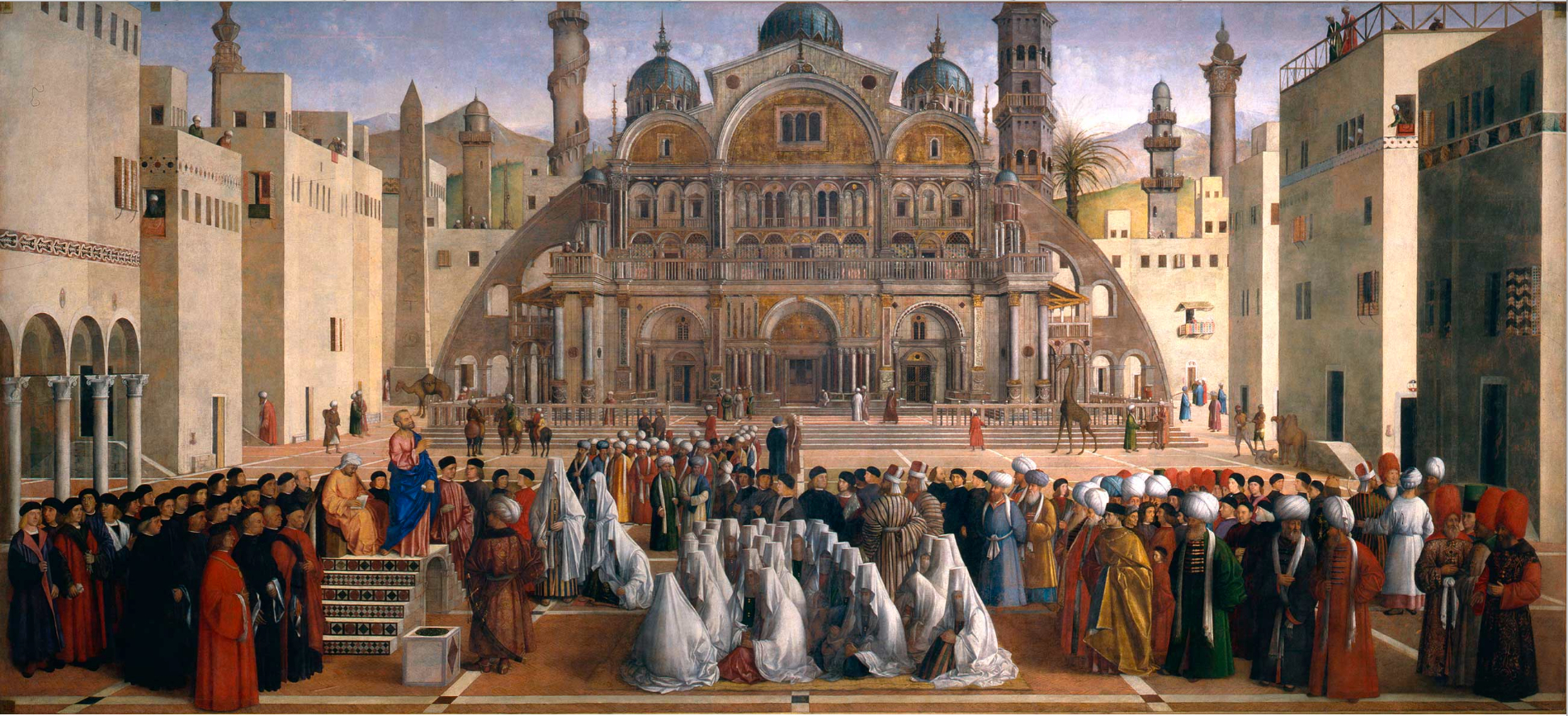
Джентиле и Джованни Беллини. Проповедь святого Марка на площади в Александрии Египетской. Между 1504 и 1507 гг. Холст, масло. Пинакотека Брера, Милан
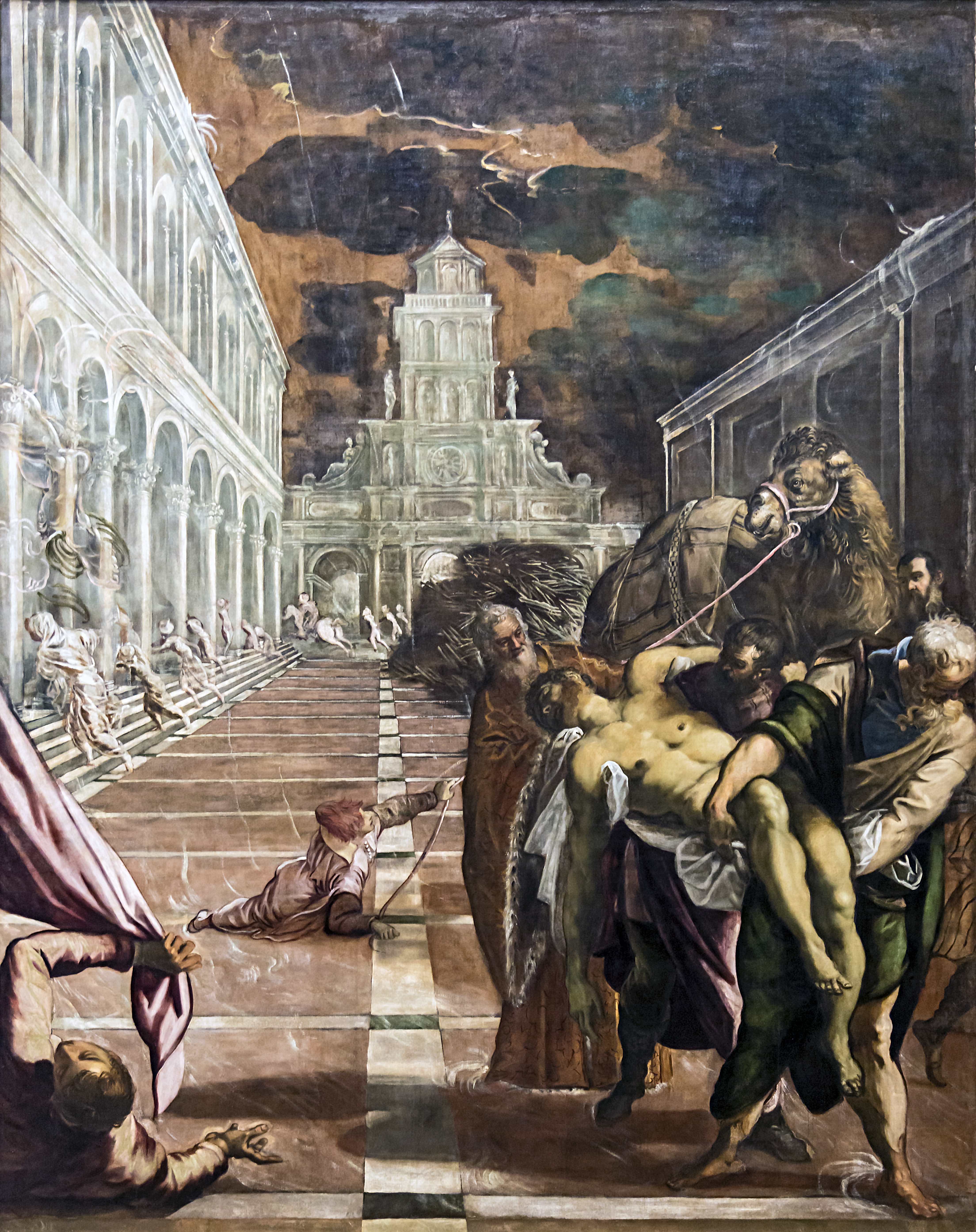
Тинторетто. Похищение тела Святого Марка. 1562—1566. Холст, масло. Галерея Академии, Венеция
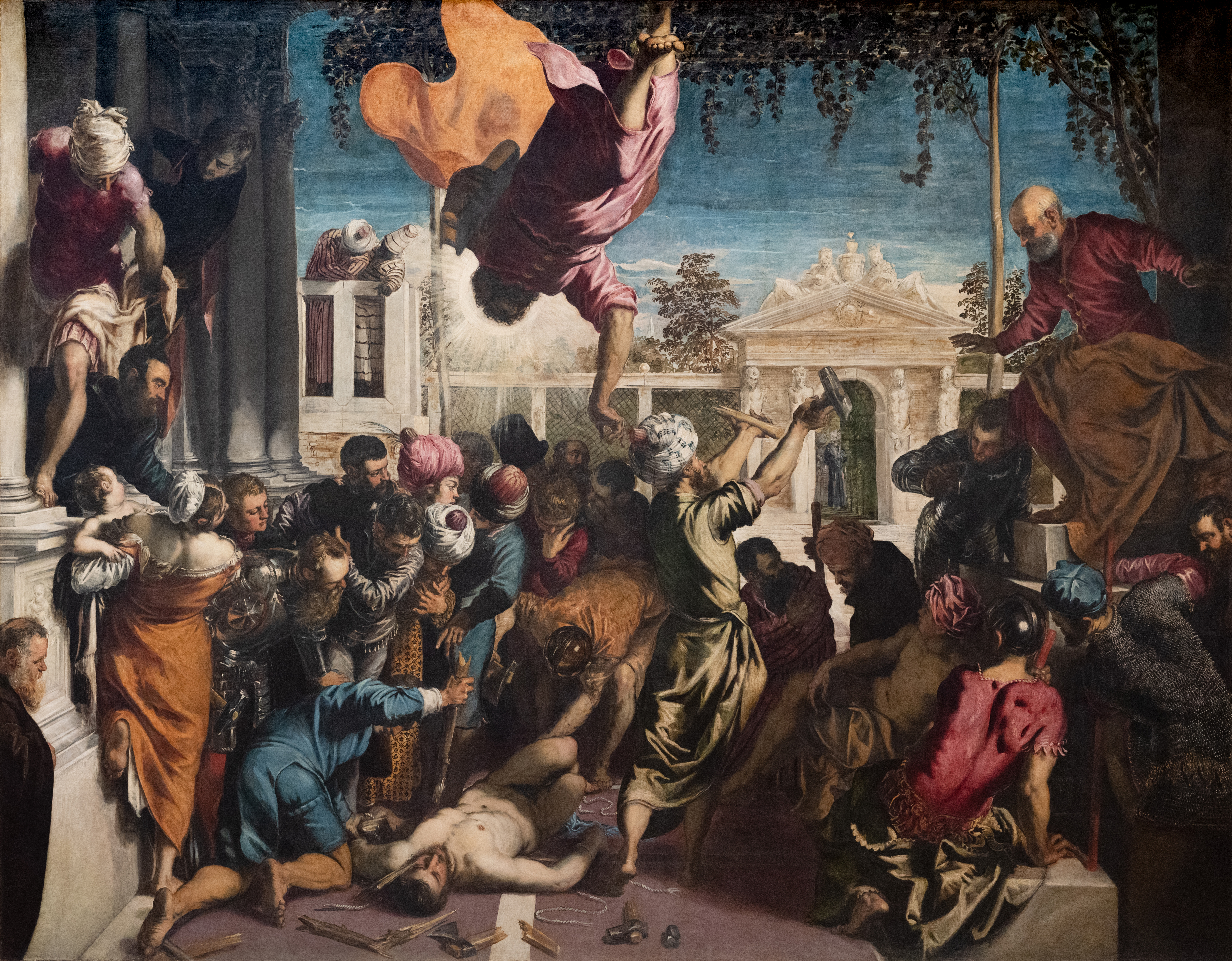
Тинторетто. Чудо Святого Марка. 1548. Холст, масло. Галерея Академии, Венеция